# Adrien Talexy
Adrien Talexy (París, 1820 - ibídem, 1881) fou un compositor francès.
Gaudí de certa popularitat a mitjan segle xix com a compositor de música per a piano de l'anomenada de saló (fantasies, capricis, valsos i galops de concert, etc.). També fou autor d'un mètode de piano i va compondre diverses operetes per al Théâtre des Bouffes-Parisiens.